# Velda González
Velda González de Modestti (Hatillo, 10 de abril de 1933-San Juan, 20 de abril de 2016) fue una actriz, bailarina, comediante, política y exsenadora puertorriqueña. Fue miembro del Senado de Puerto Rico del 1981 al 2005.

## Primeros años y estudios
Velda González nació el 10 de abril de 1933 en Hatillo, Puerto Rico. Estudió en la escuela primaria en su ciudad natal, y continuó la secundaria en Carolina y San Juan, graduándose de Escuela Secundaria de la Universidad de Puerto Rico. Se matriculó en la Universidad de Puerto Rico, donde recibió una licenciatura en Artes, con concentración en Español y Teatro. También completó estudios de Maestría en Estudios Puertorriqueños en el Centro de Estudios Avanzados de Puerto Rico y el Caribe.

## Carrera

### Carrera artística
Comenzó su carrera artística como parte del ballet de la Universidad de Puerto Rico dirigido por Madame Herta Brauer. También se destacó como docente y actriz en teatro, televisión, radio y cine. Comenzó a ganar fama como parte del elenco de El colegio de la alegría, con Tommy Muñíz. Sin embargo, su papel más famoso fue el de Azucena, la criada en el sketch cómico La criada malcriada, allá por 1965. El papel fue tan popular que González continuó haciendo el programa durante 15 años. Su personaje de «criada» incluso dio nombre a una salsa de tomate local llamada Criada.
También se desempeñó como productor de un programa de variedades llamado De fiesta con Velda a finales de la década de 1960. También actuó en varias películas como El último gánster, Una mujer para los sábados, Fray Dólar, Prohibido amar en Nueva York, Romance en Puerto Rico, entre otras. Durante su carrera, ganó varios premios locales, entre los que destaca el Agüeybanás de Oro a la Actriz de Comedia Distinguida de la Década (1965-1975) y Actriz de Comedia del Año durante tres años consecutivos (1969 a 1971). También fue reconocida por los Premios Latin ACE de Nueva York como Mejor Actriz de Comedia en 1971 y 1978.
Su última actuación fue en Las chicas del calendario dos meses antes de su fallecimiento en abril de 2016.

### Carrera política
En 1980, González fue electa al Senado de Puerto Rico, en reemplazo de Ruth Fernández, convirtiéndola en la undécima mujer en ser electa en la historia de ese cuerpo legislativo. Pasó 25 años como miembro del Senado, siendo reelegida en 1984, 1988, 1992, 1996 y 2000.
Durante su etapa como senadora, se centró en una agenda a favor de los derechos de las mujeres. Presidió las Comisiones de Asuntos de la Mujer y de Asuntos Internos, entre otras. También fue presidenta pro tempore del Senado de 2000 a 2004, bajo el mandato de su colega Antonio Fas Alzamora . Se volvió polémica por sus opiniones socio-religiosas de derecha. Censuró el reguetón y el perreo, además impulsó la legislación sobre pagos obligatorios de pensión alimenticia para los hijos (ASUME), que en opinión de muchos favorecía a las mujeres sobre los hombres.
En 2004, perdió una elección por primera vez en su carrera. Ella ocupó el puesto 13 entre los candidatos senatoriales por general, ligeramente por delante de su mentor Fas Alzamora, pero por debajo del puesto 11 necesario para ser elegida.
Luego de su derrota política, González pasó a trabajar para la Corporación Fílmica del Gobierno de Puerto Rico. Sin embargo, regresó a la política en 2008 cuando fue elegida para la Asamblea Municipal de Carolina.

## Vida personal
Estuvo casada con Héctor L. Modestti, quien falleció en 1980. Tuvo tres hijos: Freddie, Mirelsa -una conocida guionista de televisión y psicóloga- y Velda, quien era una profesional de la publicidad, fallecida en 2022.

## Muerte
Falleció por causas naturales el 20 de abril de 2016, a la edad de 83 años en San Juan (Puerto Rico). Fue enterrada en el cementerio de Buxeda en Carolina (Puerto Rico).